# François Albert-Buisson
Pour les articles homonymes, voir Albert et Buisson.
François Albert-Buisson, né le 3 mai 1881 à Issoire et mort le 21 mai 1961 à Aix-en-Provence, fut tour à tour ou simultanément entrepreneur, industriel, magistrat consulaire, économiste, homme politique, historien français, membre de l'Académie française et premier chancelier de l'Institut, poste créé pour lui en 1952.

## Biographie
Fils d'artisans et petit-fils de paysans originaires d'Issoire, il part pour Paris après ses études secondaires et s'inscrit successivement à la faculté de pharmacie puis à celle de droit. Docteur en pharmacie, il obtient le prix Jules-Lefort de l'Académie française. Combattant de la Première Guerre mondiale de 1914 à 1916, il soutient ensuite une thèse de droit sur Le chèque et sa fonction économique qui remporte le prix des thèses.
Nommé juge suppléant au tribunal de commerce de la Seine en 1913, il en devient président (1930-1934). Durant sa présidence, il y développe les conciliations, obtient des pouvoirs publics l'éligibilité des femmes à la charge de juge consulaire et la création du port de la robe rouge pour le Président du tribunal de commerce lors des audiences solennelles, usage devenu pérenne à Paris. 
Créateur du laboratoire pharmaceutique Théraplix (via l'entreprise Chimie et Atomistique), il est administrateur dans plusieurs entreprises industrielles et bancaires, devenant notamment président de la Banque nationale française pour le Commerce extérieur (BNFCE) et président fondateur de la BNCI, mais surtout président du conseil d'administration de Rhône-Poulenc de 1935 à 1959, après avoir été administrateur de Poulenc frères (1923) puis de Rhône-Poulenc (1928).
Directeur de cabinet d'Étienne Clémentel au ministère des Finances pendant le cartel des gauches en 1924-1925, il participe à plusieurs conférences économiques internationales, à Londres en août 1924 comme chef de la délégation financière, à Paris en janvier 1925, en 1926 comme délégué à la conférence économique franco-allemande.
Élu dans la foulée de la victoire du Cartel, en 1925, maire d'Issoire, il occupe cette fonction jusqu'en 1941. Élu conseiller général du canton d'Issoire le 3 mai 1928, il devient vice-président du Conseil général du Puy-de-Dôme.
Entré en janvier 1926 dans le conseil directeur du journal Le Moniteur du Puy-de-Dôme avant son rachat en 1927 par Pierre Laval, il se rapproche de ce dernier, l'accompagnant quand, président du Conseil, il fait un voyage aux États-Unis en 1931. Candidat de la Fédération républicaine, radicale et radicale-socialiste du département lors des sénatorielles partielles du 8 août 1937, il est élu au premier tour de scrutin, avec le soutien de Laval, par 603 voix contre 394 à son principal adversaire, Georges Moreau, sur 1 105 suffrages exprimés, en remplacement de Malsang, sénateur radical du Puy-de-Dôme décédé le 29 mai. Il occupe ces fonctions officiellement jusqu'en 1944. Lors de l'assemblée générale du 11 juin 1939, il est élu président d'honneur de la Fédération républicaine, radicale et radicale-socialiste du Puy-de-Dôme.
Siégeant au groupe de la Gauche démocratique, il appartient à la commission de la législation civile et criminelle et à celle des affaires étrangères, où il apporte ses compétences en matière de droit et d'économie politique. Le 10 juillet 1940, il vote les pleins pouvoirs à Pétain.
Sous le régime de Vichy, il se démet de sa fonction de maire (1941), mais préside de 1941 à 1942 la Commission administrative du Puy-de-Dôme. Puis il est nommé, avec Jacques Bardoux, vice-président du conseil départemental du Puy-de-Dôme, présidé par le Dr Raymond Grasset, lui aussi radical et ancien fidèle de Clémentel à Riom lié à Laval.
À la Libération, le jury d'honneur présidé par René Cassin le relève de son inéligibilité « pour avoir participé à la lutte contre l'ennemi ou l'usurpateur ». La décision du 9 décembre 1945 publiée au JO du 28 décembre 1945 relève en effet « qu'il est établi que l'intéressé s'est employé, avec succès, à protéger contre l'emprise de l'ennemi une importante firme industrielle dont la sauvegarde était d'un grand intérêt pour l'économie française, que sur ses instructions des fournitures diverses et fréquentes ont été faites aux groupes de la Résistance, qu'il a aidé, personnellement, l'action de réseaux de renseignements, et protégé de nombreux réfractaires, qu'enfin, il a, en diverses circonstances, manifesté son opposition politique à l'usurpateur ».
En particulier, dès 1942, son appartement personnel servait de lieux de réunion régulier au réseau Vaudevire dirigé entre autres par le capitaine Jean-Baptiste Biaggi, membre avec Alain Griotteray du réseau Orion.  
Abandonnant ensuite toute vie politique, il se consacre alors aux affaires privées et poursuit une carrière d'économiste et d'historien. Élu à l'Académie des sciences morales et politiques en 1936, il y occupe pendant cinq ans, à partir de 1951, les fonctions de secrétaire perpétuel. De même, il représente à partir de 1948 l'Institut de France à la délégation française de l'UNESCO. En 1953, les cinq académies de l'Institut créent en son honneur le poste de chancelier, dont il est le premier dignitaire. Enfin, le 3 mars 1955, il est élu à l'Académie française, le même jour que Jean Cocteau et Daniel-Rops.
Il est élevé à la dignité de Grand Croix de la Légion d'honneur par le général de Gaulle le 17 mai 1960.
Il meurt subitement à Aix-en-Provence, où il se trouvait depuis une semaine, le 21 mai 1961, à l'âge de 80 ans. Il est enterré au cimetière de Passy (Paris). Son épouse est décédée en 1942.

## Publications

### Droit commercial et économie politique
- Le Problème des poudres, au point de vue technique, économique et national (1913)
- Le Chèque et sa fonction économique (1923)
- Les Crises économiques (1926)
- De la validité des clauses tendant à parer, dans les contrats, aux inconvénients de l'instabilité monétaire (1926)
- Le Nouveau Régime de l'administration municipale (1926)
- De la nature juridique des groupements d’obligataires et de la validité de leurs actes (1927)
- La Transmission des « billets » de fonds et le privilège du vendeur (1928)
- Les Groupements d'obligataires. Étude juridique, économique et législative (1930)
- La Morale et les Affaires (1931)
- Le Statut de la faillite (1932)
- La Déviation du droit en période de crise économique (1932)
- Dynamisme économique et stabilité des lois (1933)
- La Sécurité juridique, condition de la prospérité économique (1934)
- Le Statut légal des fonds de commerce (1934)

### Histoire
- Le Chancelier Antoine Duprat (1935). (Ce livre a été commenté avec peu d'enthousiasme par Roger Doucet dans la Revue d'Histoire Moderne & Contemporaine, 1937, pp. 85-86, en ligne, et avec plus de bienveillance par Georges Tessier dans la  Revue d'histoire de l'Église de France, 1936, pp. 520-1, en ligne.)
- Michel de l'Hospital (1950)
- Le Cardinal de Retz (1955)
- Les Quarante au temps des lumières (1956)

## Distinctions
- Membre de l'Académie des sciences morales et politiques (1936)
- Secrétaire perpétuel de l'Académie des sciences morales et politiques (1951)
- Chancelier de l'Institut de France (1953)
- Membre de l'Académie française (1955)

### Décorations
- France

 Grand-croix de la Légion d'honneur (1961)
- Royaume d'Italie

 Grand officier de l'ordre de la Couronne d'Italie
- Belgique

 Grand officier de l'ordre de Léopold
- Vatican

 Chevalier de l'ordre équestre du Saint-Sépulcre de Jérusalem

## Sources partielles
- « François Albert-Buisson », dans le Dictionnaire des parlementaires français (1889-1940), sous la direction de Jean Jolly, PUF, 1960 [détail de l’édition]
- Guy Rousseau, Étienne Clémentel (1864-1936) : entre idéalisme et réalisme, une vie politique : essai biographique, Clermont-Ferrand, Archives départementales du Puy-de-Dôme, 1998, 184 p..

### Sites internet
- Les multiples professions de François Albert-Buisson - Biographie de François Albert-Buisson sur le site Source d'Histoire de BNP Paribas

### Bases de données
- Ressources relatives à la recherche :   - Bibliothèque interuniversitaire de santé
  - La France savante
  - Isidore
- Ressources relatives à la vie publique :   - base Léonore
  - Sénat
  - Patrons de France
- Ressource relative à la littérature :   - Académie française (membres)
- Ressource relative à la santé :   - Bibliothèque interuniversitaire de santé
- Notices d'autorité :   - VIAF
  - ISNI
  - BnF (données)
  - IdRef
  - LCCN
  - GND
  - Italie
  - Pays-Bas
  - Pologne
  - NUKAT
  - Australie
  - Grèce
  - WorldCat